# American Idiot
American Idiot je sedmé album americké punkrockové skupiny Green Day, které vyšlo v roce 2004. Pro skupinu znamenalo velký comeback po takřka deseti letech, písně jako „Boulevard Of Broken Dreams“ či „Wake Me Up When September Ends“ okamžitě obsadily první příčky hitparád a to jak evropských, tak amerických. Album totiž (jako první) vyšlo zároveň v Evropě i v Americe. Green Day za něj získali mnoho ocenění. V roce 2005 bylo nejprodávanějším na světě, když se ho prodalo téměř 8 milionů kopií.
Koncepčně se jedná o rockovou operu kritizující situaci v Americe po 11. září 2001, americký styl života jako takový a výrazně též tehdejšího amerického prezidenta George W. Bushe.

## Děj
Album vypráví příběh mladého punkera JOSe (Jesus of Suburbia = Ježíš z předměstí). Ten si stěžuje nejen na uvíznutí v „buranském“ předměstí, ale i na celkovou situaci ve světě vůbec. Svou beznadějnost řeší alkoholem a drogami, v té chvíli potkává i jistý spekulativní charakter: St. Jimmyho. Je několik názorů, co tato postava představuje. Zda drogu, JOSovu druhou osobnost či jen normálního člověka. Tak jako tak, JOS se stane na přítomnosti St. Jimmyho závislý. Později v příběhu potkává dívku jménem Whatsername (česky „jaksemenuje“), která ho záhy právě kvůli jeho závislosti na St. Jimmym opouští. V poslední nahrávce už JOS jen prozrazuje, že ač si nemůže vzpomenout na její jméno, navždy si bude pamatovat její tvář.

## Seznam písní
| Číslo | Název                          | Délka |
| ----- | ------------------------------ | ----- |
| 1.    | American Idiot                 | 2:54  |
| 2.    | Jesus of Suburbia              | 9:08  |
| 3.    | Holiday                        | 3:52  |
| 4.    | Boulevard of Broken Dreams     | 4:20  |
| 5.    | Are We the Waiting             | 2:42  |
| 6.    | St. Jimmy                      | 2:55  |
| 7.    | Give Me Novacaine              | 3:25  |
| 8.    | She’s a Rebel                  | 2:00  |
| 9.    | Extraoridinary Girl            | 3:33  |
| 10.   | Letterbomb                     | 4:06  |
| 11.   | Wake Me Up When September Ends | 4:45  |
| 12.   | Homecoming                     | 9:18  |
| 13.   | Whatsername                    | 4:12  |